# Alex Bolaños
Alex Leonardo Bolaños Reascos (ur. 22 stycznia 1985 w San Lorenzo) – ekwadorski piłkarz. Obecnie zawodnik w Deportivo Quito.
Bolaños rozpoczął swoją karierę w mieście Guayaquil od występów w tamtejszych drużynach  Atlético Guayaquil i Barcelonie. Z klubu został zwolniony w związku ze sprawa karną. Po wyjściu z więzienia podpisał kontrakt z LDU Quito, ale w 2009 r., nie rozegrał ani jednego meczu w lidze. Wystąpił za to w jednym meczu na Copa Sudamericana 2009, a jego drużyna awansowała do finału. W 2010 r., w związku z brakiem możliwości gry w swojej drużynie został wypożyczony do Universidad Católica Quito w barwach, którego rozegrał 35 meczów i strzelił 9 goli. Następnie podpisał kontrakt z Deportivo Quito.

## Rodzina
Jest starszym bratem Millera Bolañosa, pomocnik drużynie LDU Quito .

## Sprawa karna
Bolaños brał udział w śmiertelnym wypadku samochodowym, w którym jego samochód uderzył w pojazd Fabricio Gerardo Quezada, który w wyniku zdarzenia zmarł. Bolaños został skazany na siedem lat więzienia za jazdę po pijanemu i nieumyślne spowodowanie śmierci. Został zwolniony z więzienia we wrześniu 2009 r., po skutecznym odwołaniu od wyroku.